# Badredine Bouanani
Badredine Bouanani (Lilla, 8 dicembre 2004) è un calciatore francese naturalizzato algerino, attaccante del Nizza e della nazionale algerina.

## Caratteristiche tecniche
È un attaccante esterno, che fa della sua fisicità e dell'accelerazione i suoi punti di forza, evitando di dare riferimenti agli avversari.
Nel 2021, è stato inserito nella lista "Next Generation" dei sessanta migliori talenti nati nel 2004, redatta dal quotidiano inglese The Guardian.

## Carriera

### Club
Cresciuto nel settore giovanile del Lilla, nella stagione 2021-2022 ha realizzato due reti in otto partite con la squadra riserve. Il 7 luglio 2022 viene acquistato dal Nizza, con cui firma il suo primo contratto professionistico. Il 30 dicembre successivo prolunga il contratto fino al 2027. L'11 gennaio 2023 ha esordito fra i professionisti, in occasione dell'incontro di Ligue 1 vinto per 6-1 contro il Montpellier.

### Nazionale
Ha giocato nelle nazionali giovanili francesi Under-16, Under-18 ed Under-19, totalizzando 23 presenze e tre reti.
Il 17 marzo 2023, dato il possesso della doppia cittadinanza, viene convocato per la prima volta da Djamel Belmadi nella nazionale algerina in vista del doppio confronto contro il Niger valido per le gare di qualificazione alla Coppa d'Africa 2023.

## Statistiche

### Presenze e reti nei club
Statistiche aggiornate al 26 gennaio 2025.
| Stagione        | Squadra         | Campionato      | Campionato | Campionato | Coppe nazionali | Coppe nazionali | Coppe nazionali | Coppe continentali | Coppe continentali | Coppe continentali | Altre coppe | Altre coppe | Altre coppe | Totale | Totale |
| Stagione        | Squadra         | Comp            | Pres       | Reti       | Comp            | Pres            | Reti            | Comp               | Pres               | Reti               | Comp        | Pres        | Reti        | Pres   | Reti   |
| --------------- | --------------- | --------------- | ---------- | ---------- | --------------- | --------------- | --------------- | ------------------ | ------------------ | ------------------ | ----------- | ----------- | ----------- | ------ | ------ |
| 2021-2022       | Lilla 2         | N3              | 8          | 2          | -               | -               | -               | -                  | -                  | -                  | -           | -           | -           | 8      | 2      |
| 2022-2023       | Nizza 2         | N3              | 5          | 4          | -               | -               | -               | -                  | -                  | -                  | -           | -           | -           | 5      | 4      |
| 2022-2023       | Nizza           | L1              | 19         | 0          | CF              | 1               | 0               | UECL               | 1                  | 0                  |             | -           | -           | 21     | 0      |
| 2023-gen. 2024  | Nizza           | L1              | 7          | 0          | CF              | 1               | 0               | -                  | -                  | -                  | -           | -           | -           | 8      | 0      |
| gen.-giu. 2024  | Lorient         | L1              | 11         | 1          | CF              | -               | -               | -                  | -                  | -                  | -           | -           | -           | 11     | 1      |
| 2024-2025       | Nizza           | L1              | 18         | 2          | CF              | 3               | 0               | UEL                | 8                  | 2                  |             | -           | -           | 29     | 4      |
| Totale Nizza    | Totale Nizza    | Totale Nizza    | 44         | 2          |                 | 5               | 0               |                    | 9                  | 2                  |             | -           | -           | 58     | 4      |
| Totale carriera | Totale carriera | Totale carriera | 68         | 9          |                 | 5               | 0               |                    | 9                  | 2                  |             | -           | -           | 82     | 11     |

### Cronologia presenze e reti in nazionale
| Cronologia completa delle presenze e delle reti in nazionale ― Algeria | Cronologia completa delle presenze e delle reti in nazionale ― Algeria | Cronologia completa delle presenze e delle reti in nazionale ― Algeria | Cronologia completa delle presenze e delle reti in nazionale ― Algeria | Cronologia completa delle presenze e delle reti in nazionale ― Algeria | Cronologia completa delle presenze e delle reti in nazionale ― Algeria | Cronologia completa delle presenze e delle reti in nazionale ― Algeria | Cronologia completa delle presenze e delle reti in nazionale ― Algeria |
| Data                                                                   | Città                                                                  | In casa                                                                | Risultato                                                              | Ospiti                                                                 | Competizione                                                           | Reti                                                                   | Note                                                                   |
| ---------------------------------------------------------------------- | ---------------------------------------------------------------------- | ---------------------------------------------------------------------- | ---------------------------------------------------------------------- | ---------------------------------------------------------------------- | ---------------------------------------------------------------------- | ---------------------------------------------------------------------- | ---------------------------------------------------------------------- |
| 23-3-2023                                                              | Baraki                                                                 | Algeria                                                                | 2 – 1                                                                  | Niger                                                                  | Qual. Coppa d'Africa 2023                                              | -                                                                      | 78’                                                                    |
| 27-3-2023                                                              | Radès                                                                  | Niger                                                                  | 0 – 1                                                                  | Algeria                                                                | Qual. Coppa d'Africa 2023                                              | -                                                                      | 74’                                                                    |
| 18-6-2023                                                              | Douala                                                                 | Uganda                                                                 | 1 – 2                                                                  | Algeria                                                                | Qual. Coppa d'Africa 2023                                              | -                                                                      | 65’                                                                    |
| 7-9-2023                                                               | Annaba                                                                 | Algeria                                                                | 0 – 0                                                                  | Tanzania                                                               | Qual. Coppa d'Africa 2023                                              | -                                                                      | 68’                                                                    |
| 12-10-2023                                                             | Costantina                                                             | Algeria                                                                | 5 – 1                                                                  | Capo Verde                                                             | Amichevole                                                             | -                                                                      | 73’                                                                    |
| Totale                                                                 |                                                                        | Presenze                                                               | 5                                                                      |                                                                        | Reti                                                                   | 0                                                                      |                                                                        |